# Maculinea impunctata
Maculinea impunctata är en fjärilsart som beskrevs av Hand. Maculinea impunctata ingår i släktet Maculinea och familjen juvelvingar. Inga underarter finns listade i Catalogue of Life.